# Polisportiva Virtus Casarano 1980-1981
Questa voce raccoglie le informazioni riguardanti la Polisportiva Virtus Casarano nelle competizioni ufficiali della stagione 1980-1981.

## Rosa
| N. |                   | Ruolo | Calciatore               |
| -- | ----------------- | ----- | ------------------------ |
|    | Italia (bandiera) | D     | Paolo Agabitini          |
|    | Italia (bandiera) | D     | Bruno Caligiuri          |
|    | Italia (bandiera) | D     | Carmine Caricola         |
|    | Italia (bandiera) | A     | Giuseppe Cau             |
|    | Italia (bandiera) | D     | Gaetano Coletta          |
|    | Italia (bandiera) | A     | Giorgio Colucci          |
|    | Italia (bandiera) | D     | Giuseppe Luigi Conte     |
|    | Italia (bandiera) | A     | Sandro Crispino          |
|    | Italia (bandiera) | C     | Francesco Delli Santi    |
|    | Italia (bandiera) | A     | Giovan Battista Fumarola |
|    | Italia (bandiera) | P     | Leopoldo Grimaldi        |

| N. |                   | Ruolo | Calciatore         |
| -- | ----------------- | ----- | ------------------ |
|    | Italia (bandiera) |       | Lippo              |
|    | Italia (bandiera) | C     | Claudio Longo      |
|    | Italia (bandiera) | P     | Gianfranco Maggio  |
|    | Italia (bandiera) | C     | Salvatore Merico   |
|    | Italia (bandiera) | D     | Attilio Mezzadri   |
|    | Italia (bandiera) | C     | Adriano Morales    |
|    | Italia (bandiera) | D     | Cosimo Nigro       |
|    | Italia (bandiera) |       | Pilloni            |
|    | Italia (bandiera) |       | Saponaro           |
|    | Italia (bandiera) |       | Scarpino           |
|    | Italia (bandiera) | C     | Giovanni Schettino |

## Risultati

### Campionato

#### Girone di andata
| 28 settembre 1980 1ª giornata | Alcamo | 4 – 2 | Virtus Casarano |  |

| 19 ottobre 1980 2ª giornata | Virtus Casarano | 0 – 0 | Monopoli |  |

| 9 novembre 1980 3ª giornata | Virtus Casarano | 2 – 0 | Barletta |  |

| 30 novembre 1980 4ª giornata | Juventus Stabia | 0 – 1 | Virtus Casarano |  |

| 21 dicembre 1980 5ª giornata | Savoia | 1 – 1 | Virtus Casarano |  |

| 18 gennaio 1981 6ª giornata | Virtus Casarano | 2 – 0 | Ragusa |  |

| 5 ottobre 1980 7ª giornata | Virtus Casarano | 0 – 1 | Marsala |  |

| 26 ottobre 1980 8ª giornata | Squinzano | 0 – 0 | Virtus Casarano |  |

| 16 novembre 1980 9ª giornata | Sorrento | 1 – 0 | Virtus Casarano |  |

| 7 dicembre 1980 10ª giornata | Virtus Casarano | 1 – 1 | Brindisi |  |

| 4 gennaio 1981 11ª giornata | Virtus Casarano | 3 – 1 | Palmese |  |

| 25 gennaio 1981 12ª giornata | Frattese | 1 – 0 | Virtus Casarano |  |

| 12 ottobre 1980 13ª giornata | Messina | 0 – 1 | Virtus Casarano |  |

| 2 novembre 1980 14ª giornata | Martina | 0 – 0 | Virtus Casarano |  |

| 23 novembre 1980 15ª giornata | Virtus Casarano | 1 – 0 | Potenza |  |

| 14 dicembre 1980 16ª giornata | Virtus Casarano | 1 – 1 | Nuova Igea |  |

| 11 gennaio 1981 17ª giornata | Campania | 1 – 0 | Virtus Casarano |  |

#### Girone di ritorno
| 1º febbraio 1981 18ª giornata | Virtus Casarano | 1 – 0 | Alcamo |  |

| 22 febbraio 1981 19ª giornata | Monopoli | 1 – 0 | Virtus Casarano |  |

| 15 marzo 1981 20ª giornata | Barletta | 2 – 0 | Virtus Casarano |  |

| 12 aprile 1981 21ª giornata | Virtus Casarano | 2 – 1 | Juventus Stabia |  |

| 10 maggio 1981 22ª giornata | Virtus Casarano | 2 – 0 | Savoia |  |

| 31 maggio 1981 23ª giornata | Ragusa | 0 – 3 | Virtus Casarano |  |

| 8 febbraio 1981 24ª giornata | Marsala | 1 – 0 | Virtus Casarano |  |

| 1º marzo 1981 25ª giornata | Virtus Casarano | 1 – 1 | Squinzano |  |

| 29 marzo 1980 26ª giornata | Virtus Casarano | 1 – 1 | Sorrento |  |

| 26 aprile 1981 27ª giornata | Brindisi | 1 – 1 | Virtus Casarano |  |

| 17 maggio 1981 28ª giornata | Palmese | 0 – 0 | Virtus Casarano |  |

| 7 giugno 1981 29ª giornata | Virtus Casarano | 5 – 0 | Frattese |  |

| 15 febbraio 1981 30ª giornata | Virtus Casarano | 1 – 0 | Messina |  |

| 7 marzo 1981 31ª giornata | Virtus Casarano | 3 – 0 | Martina |  |

| 5 aprile 1981 32ª giornata | Potenza | 1 – 1 | Virtus Casarano |  |

| 3 maggio 1981 33ª giornata | Nuova Igea | 0 – 1 | Virtus Casarano |  |

| 24 maggio 1981 34ª giornata | Virtus Casarano | 1 – 0 | Campania |  |